# Faça você mesmo
Faça-você-mesmo (em inglês: do it yourself, DIY) é o método de construção, modificação ou reparação das coisas sem a ajuda direta de especialistas ou profissionais.
O termo tem sido associado com os consumidores, pelo menos desde 1912, principalmente no domínio das atividades de melhoramento ou manutenção da casa. A frase "do-it-yourself" entrou em uso comum no inglês culto na década de 1950, em referência ao surgimento de uma tendência das pessoas a realização de melhoramento da casa e vários outros projetos de artesanato e construção como ambos uma atividade criativa, recreativa e de redução de custos.
Posteriormente, o termo DIY assumiu um significado mais amplo que abrange uma vasta gama de conjuntos de habilidades. DIY é associado com o internacional nas cenas musicais de rock alternativo, punk rock e indie rock, redes indymedia, estações de rádio pirata e comunidades de fanzine.

## Subculturas
Os termos "DIY" e "do-it-yourself" também são usados para descrever:
- Livros autopublicados, fanzines e histórias em quadrinhos alternativas (tais como underground comix e doujinshis)[7]
- Bandas ou artistas solos que lançam sua música em gravadoras autofinanciadas.
- Artesanato, como tricô, crochê, costura, joias artesanais, cerâmica
- Videogames independentes ou modifications